# Fédération camerounaise de basket-ball
La Fédération camerounaise de basket-ball est une association, chargée d'organiser, de diriger et de développer le basket-ball au Cameroun.
La Fédération représente le basket-ball auprès des pouvoirs publics ainsi qu'auprès des organismes sportifs nationaux et internationaux et, à ce titre, le Cameroun dans les compétitions internationales. Elle défend également les intérêts moraux et matériels du basket-ball camerounais. Elle est affiliée à la FIBA depuis 1965, ainsi qu'à la FIBA Afrique.
La Fédération organise également le championnat Élite One Messieurs  composés de 8 équipes du Cameroun.